# Temple (Texas)
Pour les articles homonymes, voir Temple (homonymie).
Temple est une ville américaine du comté de Bell, dans la partie centrale du Texas. Située à 65 miles au nord d'Austin et à 34 miles au sud de Waco, sa population était de 78 339 habitants en 2019.
Les principaux moteurs économiques sont la vaste communauté médicale (principalement due à Baylor Scott & White Medical Center - Temple) et la distribution des marchandises. Son emplacement central entre les zones métropolitaines de Dallas-Fort Worth, San Antonio et Houston, et la proximité des grands voisins Austin et Waco aide avec la distribution des marchandises.

## Histoire
Fondée en 1881 comme ville ferroviaire, son nom est un hommage à Bernard Moore Temple, un ingénieur des chemins de fer.
Le plus gros employeur de la ville est le Scott & White Memorial Hospital. La ville est connue pour être celle qui a le plus grand nombre de médecins par habitant aux États-Unis, et la ville dispose d'une université de médecine.

## Géographie
Temple est située au nord-est du centre du comté de Bell. C'est la deuxième plus grande ville du comté.
Temple est située à une courte distance des grandes villes du Texas : 124 miles de Fort Worth, 130 miles de Dallas, 65 miles au sud-ouest de Austin, 147 miles au sud-ouest de San Antonio, et 168 miles au sud-est de Houston.
Selon le Bureau de Recensement des États-Unis, la ville a une superficie totale de 194 km2, plus précisément 182 km2 de terre et 12 km2 recouvert d'eau.

## Démographie
Selon le recensement de 2020, 82 073 personnes vivent dans Temple. Il y a 23 359 ménages et 15 878 familles dans Temple. La densité de population est de 456,5 personnes/km2. La composition raciale de la ville est 68,1 % blancs, 23,7 % hispaniques ou latinos, 16,9 % afro-américains, 2,1 % asiatiques, 0,6 % amérindiens, 0,1 % insulaires du Pacifique et 3,3 % de deux races ou plus.
Le revenu médian d'un ménage de la ville est de 47 240 $ et celui d'une famille de 42 795 $. Les hommes ont un revenu médian de 30 858 $, mais les femmes ont un revenu médian de 22 113 $. Le revenu par habitant de la ville est de 25 740 $.
Environ 10.8 % des familles et 12.5 % de la population vivent sous le seuil de pauvreté, et la population de sans-abri de Temple est d'environ 1,9 %.

## Économie
Il y a plus de 100 ans, l'économie locale a commencé avec l'hôpital régional de Santa Fe Railroad. Temple prospère actuellement dans une économie complexe, avec à la fois la distribution de marchandises et sa réputation de centre médical régional en tête. Baylor Scott & White Health est le plus grand employeur de la région avec environ 12 000 employés, la plupart situés au Baylor Scott & White Medical Center – Temple (en).
Temple est la maison de nombreux centres de distribution régionaux et est le siège de deux grandes sociétés multinationales, Wilsonart International et McLane Company (en), ainsi que de la société mère McLane Group. En plus de certaines activités de fabrication, il existe également une industrie en développement du service à la clientèle / centre d'appels. Temple abrite également la Temple Bottling Company, qui produit du Dr Pepper (avec du sucre de canne impérial).

## Éducation

### Écoles primaires et secondaires
Temple est en grande partie desservi par le Temple Independent School District (en). Le district compte une école secondaire, trois collèges, neuf écoles élémentaires et trois programmes d'apprentissage complémentaire (centre de la petite enfance, centre d'apprentissage alternatif et programme novateur de lycée). Les élèves du district scolaire local fréquentent le très réputé Temple High School (en). En plus des programmes universitaires primés / spécialisés dans les arts et les sciences et le programme du baccalauréat international, l'école secondaire offre un programme sportif florissant. De plus, de petites portions de la ville sont desservies par Belton ISD (en), Troy ISD (en), and Academy ISD (en).
Plusieurs écoles privées desservent Temple, notamment l'école Christ Church, l'École catholique Saint Mary (en) (pré K-8), l'école secondaire catholique Holy Trinity (en) associée et la Central Texas Christian School (K–12).

### Collèges et Universités
Temple College (en) offre des diplômes associés de deux ans sur différents sujets, avec des programmes solides en administration des affaires, en technologie de l'information et en sciences infirmières. Temple College était le premier collège situé à Temple et ouvert en 1926.
Temple abrite également l'un des campus du Texas A&M College of Medicine. Il fonctionne en collaboration avec le Baylor Scott & White Medical Center - Temple et le Olin Teague Veterans' Hospital Center.
Temple se trouve à quelques minutes en voiture de plusieurs autres universités régionales et nationales : l'Université Baylor à Waco, l'Université du Texas à Austin à Austin, l'Université Texas A&M à College Station et l'Université Southwestern à Georgetown.

## Médias
Le Temple Daily Telegram (en) est le plus important quotidien d'informations du centre de Texas depuis 1907.

## Personnalités liées
- Forrest B Fenn, (né en 1930 à Temple), marchand d'art et créateur du Trésor de Fenn ;
- W.J. Adkins, conseiller de l’université de Temple dans les années 1940, fondateur du centre universitaire de Laredo, 1947 à 1960 ;
- Sammy Baugh, joueur de football américain pour le Washington Football Team, dans le panthéon du football américain ;
- Everyone Dies in Utah (en), groupe de musique metal
- Britt Daniel (en), chanteur, auteur-compositeur, musicien avec Spoon
- Kenneth Davis (en), joueur de football américain
- Brad Dusek (en), joueur de football américain
- Gloria Feldt (en), auteure, défenseur pour les droits de la femme, ancienne CEO et présidente de Planned Parenthood
- Brian Floca (en), auteur-illustrateur et gagnant de la médaille de Caldecott
- Flyleaf, groupe de rock
- Noel Francis, actrice
- Rufus Granderson (en), joueur de football américain
- Bernard A. Harris Jr., astronaute
- Walter Iooss (en), photographe
- Blind Willie Johnson (1897-1945), chanteur, auteur-compositeur
- George Koch (en) (1919–1966), joueur de football américain
- Ben H. Procter (en), historien

- Alexandra Rose (1992-), actrice

### Source
- (en) Cet article est partiellement ou en totalité issu de l’article de Wikipédia en anglais intitulé « Temple, Texas » (voir la liste des auteurs).